# 二氧化硫
二氧化硫（英語：sulphur dioxide , sulfur dioxide）是最常见的硫氧化物，化学式是SO2。无色气体，有强烈刺激性气味。大气主要污染物之一。火山爆发时会喷出该气体，在许多工业过程中也会产生二氧化硫。由于煤和石油通常都含有硫化合物，因此燃烧时会生成二氧化硫。當二氧化硫溶於水中，會形成亞硫酸（酸雨的主要成分）。若把SO2进一步氧化，通常在催化剂如二氧化氮的存在下，便会生成硫酸。这就是对使用这些燃料作为能源的环境效果的担心的原因之一。

## 结构
SO2是一个V型的分子，其对称点群为C2v。硫原子的氧化态为+4，形式电荷为0，被5个电子对包围着，因此可以描述为超价分子。从分子轨道理论的观点来看，可以认为这些价电子大部分都参与形成S-O键。
|                                                          |
| 二氧化硫的三种共振结构，中央的共振結構對混成體之貢獻最大 |

SO2中的S-O键长（143.1 pm）要比一氧化硫中的S-O键长（148.1 pm）短，而O3中的O-O键长（127.8 pm）则比氧气O2中的O-O键长（120.7 pm）长。SO2的平均键能（548 kJ mol−1）要大于SO的平均键能（524 kJ mol−1），而O3的平均键能（297 kJ mol−1）则小于O2的平均键能（490 kJ mol−1）。这些证据使化学家得出结论：二氧化硫中的S-O键的键级至少为2，与臭氧中的O-O键不同，臭氧中的O-O键的键级为1.5

## 存在

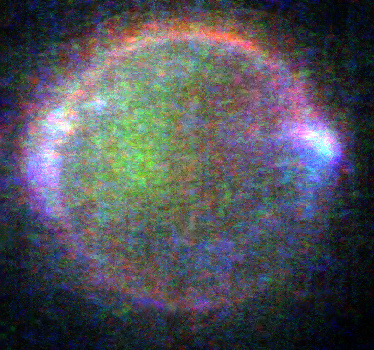
木卫一上层大气层的蓝色极光源自二氧化硫。

地球大气层中的二氧化硫含量很小，约为1 ppm。
在金星大气层中，二氧化硫是第三多的气体，含量150 ppm。在那里，它和水反应生成硫酸云，是金星大气层硫循环的关键物质，也导致了全球变暖。虽然二氧化硫在火星仅以痕量存在，但它被认为是早期火星变暖的关键因素，据估计低层大气层中的二氧化硫浓度高达100 ppm。在金星、地球和火星中，大气层中的二氧化硫主要来自火山。木星的卫星木卫一的大气层90%都是二氧化硫，而木星大气层中可能也有痕量的二氧化硫。
二氧化硫被认为在伽利略卫星中大量存在。它可能是木卫一升华的冰或霜，也可能存在于木卫二、木卫三和木卫四的地壳和地幔中。

## 检验
检验二氧化硫的方法很多，比如：
- 可使品红溶液的红色褪去。
- 可与酸性高锰酸钾溶液反应使其褪色。

## 制取
常见制取二氧化硫方法有：
- 用硫或硫化物在空气或氧气中燃烧制备。
- 用铜或汞和浓硫酸共热制备。
- 用强酸与亚硫酸钠反应制备 。

## 化学性质

### 酸性氧化物
SO2是酸性氧化物，具有酸性氧化物的通性。可以與水作用得到二氧化硫水溶液，即“亞硫酸”（中强酸），但真正的亚硫酸分子从未在溶液中观测到。
{\displaystyle {\rm {SO_{2}+H_{2}O\longleftrightarrow H_{2}SO_{3}}}}
与碱反应形成亚硫酸盐和亚硫酸氢盐。以与氢氧化钠的反应为例，产物是亚硫酸钠还是亚硫酸氢钠，取决于二者的用量关系。
{\displaystyle {\rm {SO_{2}+2NaOH\longrightarrow Na_{2}SO_{3}+H_{2}O}}}  或
{\displaystyle {\rm {SO_{2}+NaOH\longrightarrow NaHSO_{3}}}}
这也是二氧化硫能使澄清石灰水变浑浊的原因：
{\displaystyle {\rm {SO_{2}+Ca(OH)_{2}\longrightarrow CaSO_{3}\downarrow +H_{2}O}}}
与碱性氧化物反应生成盐。
{\displaystyle {\rm {SO_{2}+CaO\longrightarrow CaSO_{3}}}}

### 氧化还原反应
SO2中的硫元素的化合价为+4价，为中间价态，既可升高，也可下降。所以SO2既有氧化性，又有还原性，还原性强于氧化性。
SO2的还原性较强，可被多种氧化剂（如 O2、Cl2、Br2、HNO3、KMnO4等）氧化。
{\displaystyle {\rm {SO_{2}+Cl_{2}\longrightarrow SO_{2}Cl_{2}}}}
{\displaystyle {\rm {2SO_{2}+O_{2}\longleftrightarrow 2SO_{3}}}}（该反应为可逆反应，条件为加热和催化剂：V2O5 / Pt / Cr2O3）
SO2也有一定的氧化性，如：
{\displaystyle {\rm {SO_{2}+2H_{2}S\longrightarrow 3S+2H_{2}O}}}
工业上可以用此反应制造高纯度硫磺。

## 用途

### 防腐剂
由于二氧化硫的抗菌性质，它有时用作乾果、醃漬蔬菜、與經加工處理的肉製品（如香腸及漢堡肉）等不同種類的食物中。用来保持水果的外表，或防止食物腐烂。二氧化硫的存在，可以使水果有一种特殊的化学味道、及保持新鮮的外觀。

### 酿酒
二氧化硫是酿酒时非常有用的化合物，它的E编码为E220。它甚至在所谓的“无硫的”酒中也存在，浓度可达每升10毫克。它作为抗生素和抗氧化剂，防止酒遭到细菌的损坏和氧化。它也帮助把挥发性酸度保持在想要的程度。酒的标签上之所以有“含有亚硫酸盐”等字句，就是因为二氧化硫。根据美国和欧盟的法律，如果酒的SO2浓度低于10ppm，则不需要标示“含有亚硫酸盐”。酒中允许的SO2浓度的上限在美国为350ppm，而在欧盟，红酒为160ppm，白酒为210ppm。如果SO2的浓度很低，那么便很难探测到，但当浓度大于50ppm时，用鼻子就能闻出SO2的气味，用舌头也能品尝出来。
二氧化硫还是保持酿酒厂卫生的很重要的物质。因为漂白剂不能用于酿酒厂中，而酿酒厂和设备必须保持十分清洁，所以二氧化硫、水和柠檬酸的混合物通常用来清洁水管、水槽和其它设备，以保持清洁和无菌。

### 还原性漂白剂
二氧化硫还是很好的还原剂。在水的存在下，二氧化硫可以使物质褪色。因此，它是纸张和衣物的有用的漂白剂。由于空气中的氧气把被还原的染料重新氧化而使颜色恢复，所以该漂白作用通常不能持续很久。
可以用下列化學方程式表示：
　H2SO3 + 染料 → H2SO4 +（染料 - O）
因為空氣提供氧氣給染料，染料被馬上氧化，顯示原來的顏色，這就是漂白作用通常不能持续很久的原因。
可以用下列化學方程式表示：
2（染料 - O） + O2 → 2染料
中学实验室中用碱性品红溶液检测二氧化硫的存在。二氧化硫可以使品红试液褪色，从而说明二氧化硫使有机物漂白的性质；而褪色后的溶液经过加热，又恢复为红色，从而说明了二氧化硫漂白的原理是与有机物生成了“不稳定的无色物质”，而此类无色物质不稳定，加热时便分解，又放出二氧化硫。一个相关的化学鉴定方法称为希夫法(Schiff法) ，是用亚硫酸氢钠与品红或副品红发生加成，再用二氧化硫脱色。如果得到的溶液（希夫试剂）与待检试液作用生成粉红色或紫色，则可以证明待检试液中醛类的存在。目前该反应的机理一般认为是下图所示的机理：

### 硫酸的前体
二氧化硫还用来制备硫酸，首先转化成三氧化硫，然后再转化成发烟硫酸，最后转化成硫酸。这个过程中的二氧化硫是含硫矿物与氧气反应产生的。把二氧化硫转化成硫酸的过程，称为接触法。

### 制冷剂
由于二氧化硫容易液化，且汽化热很大，因此适合作为制冷剂。在氟利昂的发展之前，二氧化硫就曾经用作家用冰箱的制冷剂。

### 试剂和溶剂
液态二氧化硫是万用的惰性溶剂，广泛用于溶解强氧化性盐。它会发生自偶电离生成SO2+和SO32−。
{\displaystyle {\rm {2SO_{2}\rightarrow SO^{2+}+SO_{3}^{2-}}}}
它有时也用作有机合成中磺酰基的来源，把芳基重氮盐用二氧化硫处理，便可获得对应的芳基磺酰氯。

### 脱氯
在城市的污水处理中，二氧化硫用来处理排放前的氯化污水。二氧化硫与氯气反应，氯气被还原，生成Cl−。

## 排放

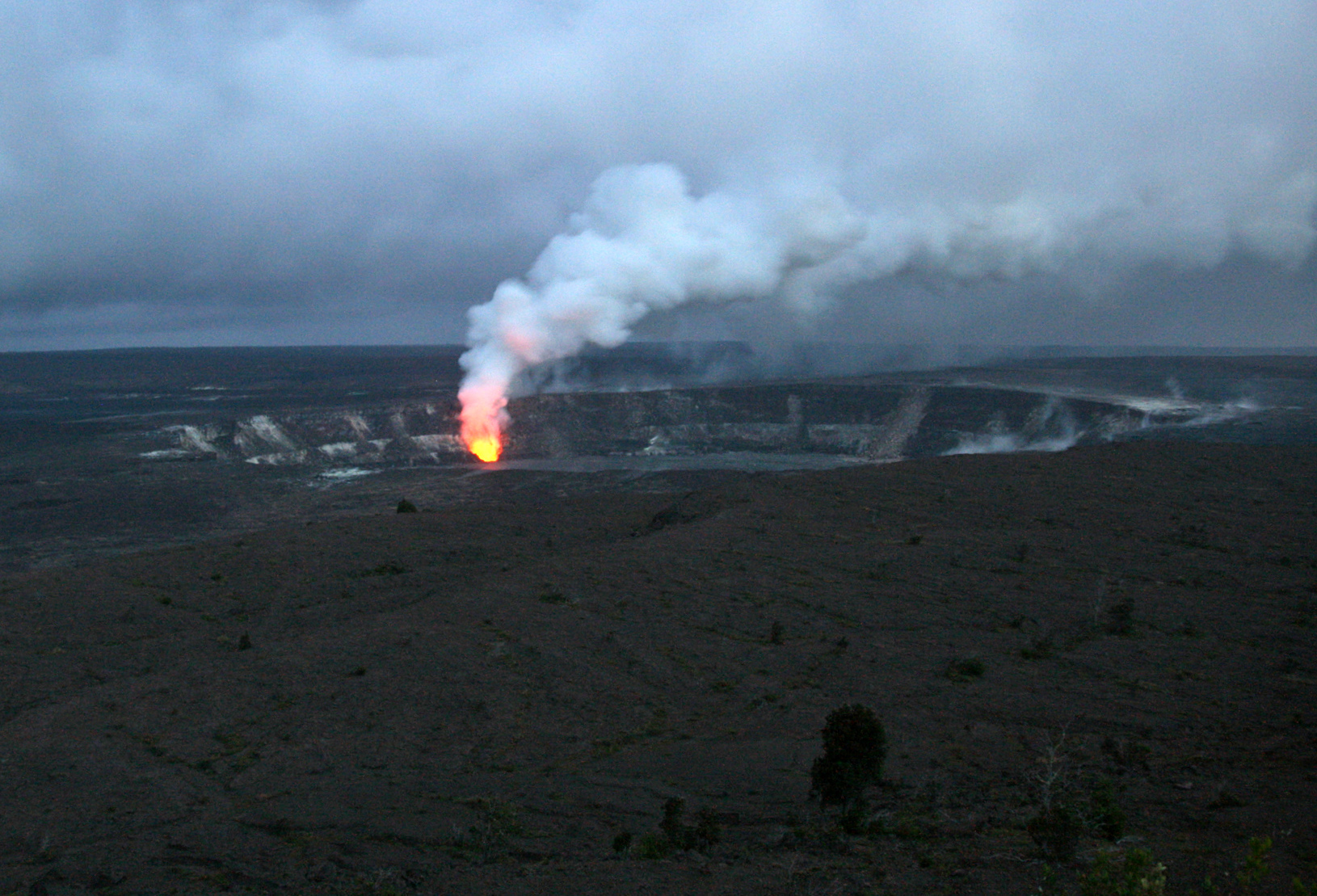
夏威夷的一座火山喷出二氧化硫，在夜晚发光

根据美国国家环保局，下面的表格列出了美国每年排放的二氧化硫，单位为英吨：
| 1999 | 18,867 |
| 1998 | 19,491 |
| 1997 | 19,363 |
| 1996 | 18,859 |
| 1990 | 23,678 |
| 1980 | 25,905 |
| 1970 | 31,161 |

主要由于美国环境保护机构的酸雨计划，美国在1983年和2002年期间的二氧化硫排放量减少了33%。这是由于烟气脱硫，一种可以让SO2不从发电厂排放出去的技术。特别地，氧化钙与二氧化硫反应，生成亚硫酸钙：
{\displaystyle {\rm {CaO+SO_{2}\longleftrightarrow CaSO_{3}}}}
然后CaSO3再被空气氧化成CaSO4（石膏）。大部分在欧洲出售的石膏都是来自烟气脱硫。
到2006年为止，中国是世界上二氧化硫排放量最大的国家，2005年的排放量估计为25.49百万吨。自从2000年以来，排放量增加了27%，差不多与美国在1980年的排放量相等。
2003年，一座伊拉克的硫厂发生了灾难，大量二氧化硫被排放到大气中。

## 溶解度与温度的关系
| 22 g/100ml（0℃）   | 15 g/100ml（10℃）   |
| 11 g/100ml（20℃）  | 9.4 g/100 ml（25℃） |
| 8 g/100ml（30℃）   | 6.5 g/100ml（40℃）  |
| 5 g/100ml（50℃）   | 4 g/100ml（60℃）    |
| 3.5 g/100ml（70℃） | 3.4 g/100ml（80℃）  |
| 3.5 g/100ml（90℃） | 3.7 g/100ml（100℃） |

- 以上的值是分压为101.3 kPa的SO2在水中的溶解度。根据亨利定律，气体在液体中的溶解度取决于气体的分压。
- 这里的溶解度是指在“纯水”中的溶解度，也就是说，水中所含的SO2与气相中的二氧化硫平衡。此時的水溶液是酸性的。SO2在中性（或碱性）水中的溶解度一般要更大，因为SO2将转化为亚硫酸氢根和一些亚硫酸根离子。

## 对健康的威胁
二氧化硫具有酸性，可与空气中的其他物质反应，生成微小的亚硫酸盐和硫酸盐颗粒。当这些颗粒被吸入时，它们将聚集于肺部，是呼吸系统症状和疾病、呼吸困难，以及过早死亡的一个原因。如果与水混合，再与皮肤接触，便有可能发生冻伤。与眼睛接触时，会造成红肿和疼痛。